# Paratropus hervei
Paratropus hervei är en skalbaggsart som beskrevs av Kanaar 1997. Paratropus hervei ingår i släktet Paratropus och familjen stumpbaggar. Inga underarter finns listade i Catalogue of Life.